# Munzee
Munzee er en skattejagt hvor man skal finde steder i den virkelige verden. Spillet minder lidt om Geocaching, men bruger QR kode teknologi sammen med GPS positionen. Der er Munzee gemt på alle kontinenter i verden.

## Historie
Det er en udbredt misforståelse at idéen til Munzee er inspireret af geocaching, et spil hvor deltagerne søger efter en gemt cache med GPS teknologi. Men Munzee medstifter Aaron Benzick (der aldrig har været geocacher) kom på idéen med at bruge QR koder i spil i 2008, men smartphone teknologi var ikke nok udviklet på det tidspunkt. Aaron Benzick og medstiftere Scott Foster, Chris Pick, og Josh Terkelsen lancerede spillet 1. juli 2011.